# الغرفة التي حدث فيها ذلك
الغرفة التي حدث فيها ذلك: مذكرات البيت الأبيض هي مذكرات لجون بولتون، الذي عملَ مستشارًا للأمن القومي للرئيس الأمريكي دونالد ترامب.
في أواخر ديسمبر 2019، قُدِّمت نُسخة واحِدة مِن المخطوطَة إلى البيت الأبيض لمُراجعتها قبلَ أن تُنشر. في أواخِر يناير 2020، خِلالَ محاكمة عزل دونالد ترامب، اندلعتْ أخبار الكتاب. فوجئَ فريقُ بولتون بأنَّه عُملت نسخ مُتعددة مِن المخطوطة وتعميمها. زادَت المعلومات المُسرَّبة حولَ مُحتويات الكتاب من الضغط لجعلِ بولتون يَشهد في محاكمة مجلس الشيوخ لترامب.
وفقًا لمسودة مخطوطة بولتون غير المنشورة حتى الآن، أجرى وليام بي بر وبولتون مُحادثةً حولَ مخاوف من أنَّ ترامب بدا له تأثير لا مُبرر له على تحقيقي وزارة العدل الأمريكية لشركتين في الصين وتركيا. على وجه التحديد الرئيس الصيني شي جين بينغ فيما يتعلق زد تي إي والرئيس التركي رجب طيب أردوغان فيما يتعلق بنك خلق. زعم بولتون أنَّ ترامب، في محاولة للفوز بإعادة انتخابه في الولايات الزراعية في انتخابات 2020، «[توسَّلَ] مع شي لضمان فوزه. [ترامب] شدَّدَ على أهمية المُزارعين، وزيادة المشتريات الصينية مِن فول الصويا والقمح في نتائج الانتخابات». (كتب بولتون أيضًا أنَّهُ يُريد أن يقتبس ترامب بشكل مُباشر، لكنه لا يستطيع ذلك بسبب «عملية مُراجعة ما قبلَ النشر الحكومية».) كما ذكرَ أنَّ ترامب سألَ عمَّا إذا كانت فنلندا جزءًا من روسيا، وأنَّ ترامب لم يَكن على علم بأنَّ المملكة المتحدة قوةً نووية. زعم بولتون أنَّ ترامب تدخَّلَ في تطبيق القانون الأمريكي واتبع نمطًا عند القيام بذلك أيضًا.

## النشر والإفراج
أصدر البيت الأبيض في 23 يناير تهديدًا رسميًا لمنع بولتون من نشر كتابه، مشيرًا إلى مخاوف تتعلق بالأمن القومي، وفقًا لشبكة سي إن إن. لا بولتون ولا الناشر سايمون وشوستر ورد شوستر على طلب للتعليق.
في 3 مارس 2020، نقلَ سايمون وشوستر موعِد الإصدار من 17 مارس إلى 12 مايو، قائلًا إن «التاريخ الجديد يَعكس حقيقة أن مُراجعة الحكومة [الأمنية السابقة للنشر] للعمل مستمرة». في 29 أبريل، نقلَ تاريخُ الإصدار مِنْ 12 مايو إلى 23 يونيو وازدُيِّدَ طولُ الكتاب مِنْ 528 إلى 576 صفحة.
في 16 يونيو 2020 وقبلَ أسبوعٍ من التاريخ المُقرَّر لإصدار الكتاب رَفعت إدارة ترامب دعوى قضائية ضد بولتون في محكمة مقاطعة كولومبيا، واصفتًا المخطوطة بأنَّها «مليئةٌ بالمعلوماتِ السريَّة». أصدرَ سايمون شوستر بيانًا وصفَ فيه الدعوى «ليسَ أكثر مِن الأحدث في سلسلة طويلةٍ مِنَ الجهود التي تبذلها الإدارة لإلغاء نشر كتاب تعتبره غير مُقنع للرئيس... يدعِّم سايمون شوستر حقَ التعديل الأول لـ[بولتون] والحقُّ في سرد قصة وقته في البيت الأبيض للجمهور الأمريكي». في 17 يونيو 2020، قدَّمت وزارة العدل طلبًا طارئًا لأمرٍ زجري مؤقت وأمر قضائي أولي ضد بولتون، «تسعى إلى فرضِ نشر كتاب يَحتوي على معلومات سريَّة». ويُقال أيضًا أنَّ وزارة العدل تَدرس ما إذا كانت ستتَّهمُ بولتون جنائيًا بالكشف عَن معلوماتٍ سريَّة.
في 17 يونيو 2020، نَشرت واشنطن بوست ونيويورك تايمز مقتطفاتٍ من الكتاب بعدَ الحصول على نُسخ ما قبل النشر، ونَشرت وول ستريت جورنال «مقتطفًا حصريًا» منَ الكتاب. يَزعم بولتون أن الرئيس ترامب طلبَ من الرئيس الصيني شي جين بينغ مُساعدته في إعادة انتخابِه، وعَرض تخفيض الرسوم الجمركية الأمريكية مُقابل «بعض الزيادات في مُشتريات المنتجات الزراعية الصينية، للمُساعدة في التصويت الحاسم للدولة الزراعية». وأكَّد بولتون أن ترامب أعربَ عن مُوافقته على بناءِ الحُكومة الصينية مُعسكرات اعتقال للسكان المُسلمين الأويغور. زعم بولتون أيضًا أن ترامب كانَ لديه نمط مِن التدخل ضد إنفاذ القانون الأمريكي أيضًا. في مُقتطف من الكتاب الذي نشرته صحيفة نيويورك تايمز، ادَّعى بولتون أن مُستشار البيت الأبيض بات سيبولون «صُعق بوضوح في نهج ترامب في تطبيق القانون أو افتقاره».
قدَّمت وزارة العدل في مذكرتها المُوجَزة بتاريخ 17 يونيو للمحكمة، ستة أمثلة على ما زعمت أنها موادٌ سريَّةٌ بقيت في الكتاب. كان ترامب قد أكَّد سابقًا أن أيِّ محادثة معه «سرية للغاية». خلالَ جلسة استماع في 19 يونيو، انتقد القاضي الفيدرالي رويس لامبرث بولتون للمضيِ في نشر كتابه دون تصريحٍ رسمي، لكنَّهُ أعربَ عن شكِّه في أنَّه يُمكن مَنع النشر. وأكَّد مُحامي بولتون أنَّ البيت الأبيض كان يَسير ببطءٍ في عمليَّة المُراجعة لمنع نشرِ الكتاب، الذي تضمَّن انتقاداتٍ شديدةٍ لترامب، خلالَ الحملة الانتخابية 2020. وأكَّد ترامب أنَّ الكتاب يَحتوي على معلوماتٍ «سريَّة للغايَة» لكنَّهُ وصفَ الكتاب بأنَّهُ «خيالٌ خالص».
في 18 يونيو 2020، خِلالَ مُقابلةٍ مع إيه بي سي نيوز، أعادَ بولتون دَحضه لتغريدات الرئيس ترامب السابِقة التي وصفهُ فيها ترامب بأنَّهُ «فذ» و«جرو مريض» وأنَّ كتاب بولتون هو «مجموعةٌ مِنَ الأكاذيب وقصصًا مُختصرةً» بالقول أنَّ «الرئيس ليسَ قلقًا مِن قراءة الحكومات الأجنبيَّة لهذا الكتاب. إنه قلقٌ مِن قراءة الأمريكيين لهذا الكتاب».

## تسريب نسخة من الكتاب
قبل حوالي 48 ساعة من إصداره ونشره، ظهر ملف «بي دي إف» يحتوي على نسخة من كتاب «الغرفة التي حدث فيها ذلك»، يقدم إصداراً مجانياً ومقرصناً من كتاب بولتون، الذي يقول ترامب إنه يحتوي على مواد سرية لم يكن ينبغي نشرها.
مما أثار ضجة على وسائل التواصل الإجتماعي ودفع بالمتحدث باسم دار النشر "سايمون وشوستر"، آدم روثبرغ أن يؤكد على أن دار النشر «تعمل جاهدة لإزالة هذه الأشياء غير القانونية الواضحة لانتهاك حقوق النشر».